# Venturer (U-Boot)
Die HMS Venturer (P68) war ein U-Boot der Royal Navy und war das Typschiff der V-Klasse, einer Weiterentwicklung der U-Klasse. Das U-Boot diente von 1943 bis 1946 in der Royal Navy, danach bis 1964 als KNM Utstein in der Marine Norwegens. Sie ist das bisher einzige U-Boot, das getaucht ein anderes getauchtes U-Boot (U 864) versenkt hat.

## Technik
Die Küsten-U-Boote der U- und V-Klasse waren als Notprogramm während des Zweiten Weltkriegs gebaut worden und waren konstruktiv sehr einfach gehalten. Der 62,33 Meter lange Einhüllenrumpf wurde im Gegensatz zu den Vorgängern geschweißt, was eine höhere Tauchtiefe ermöglichte. Bei einer Breite von 4,9 Metern und einem Tiefgang von 4,65 Metern verdrängten die Boote 545 ts, getaucht betrug die Verdrängung 740 ts. Der Antrieb erfolgte diesel-elektrisch, zwei Paxman-Dieselgeneratoren erzeugten den Strom für die beiden Elektromotoren und leisteten 800 PS über Wasser bzw. 825 PS bei Tauchfahrt. Die Höchstgeschwindigkeit betrug damit an der Oberfläche 11,25 Knoten, getaucht erreichten die Boote 10 Knoten. Die Bewaffnung bestand aus vier 21-Zoll-Torpedorohren im Bug, einem 3-Zoll-Geschütz und drei leichten Maschinengewehren an Deck.

## Geschichte

### Bau und Indienststellung
Der Bauauftrag erging an Vickers-Armstrong, die Kiellegung erfolgte am 25. August 1942 im nordwestenglischen Barrow-in-Furness. Der Stapellauf fand am 3. Mai 1943 statt, nach weiteren Ausrüstungsarbeiten wurde das Boot dann am 19. August 1943 bei der Royal Navy in Dienst gestellt. Das Kommando über das Boot erhielt Lieutenant James H. Launders.

### Einsatzfahrten
Während der ersten Einsatzfahrt in der Nordsee versenkte die Venturer am 2. März 1944 den deutschen Frachter Thor mit 2526 BRT vor der Küste Norwegens. Am 15. April fiel der deutsche Frachter Friedrichshafen mit 1923 BRT etwa 15 Seemeilen südöstlich von Egersund den Torpedos des U-Boots zum Opfer. Die zweite Einsatzfahrt begann im Herbst 1944. Am 11. September griff die Venturer den norwegischen Frachter Vang mit Torpedos an und versenkte das Schiff etwa vier Seemeilen vor der Küste der norwegischen Insel Lista. Bei einem Angriff zwei Tage später auf den Frachter Force verfehlten alle drei abgefeuerten Torpedos das Ziel, der Versuch, den Frachter durch Beschuss mit dem Deckgeschütz zu versenken, wurde durch deutsche Küstenbatterien vereitelt, die das britische U-Boot unter Feuer nahmen.
Am 11. November 1944 torpedierte die Venturer das deutsche U-Boot U 771, das im Andfjord, etwa sieben Seemeilen östlich von Andenes, an der Oberfläche fuhr, und versenkte es.

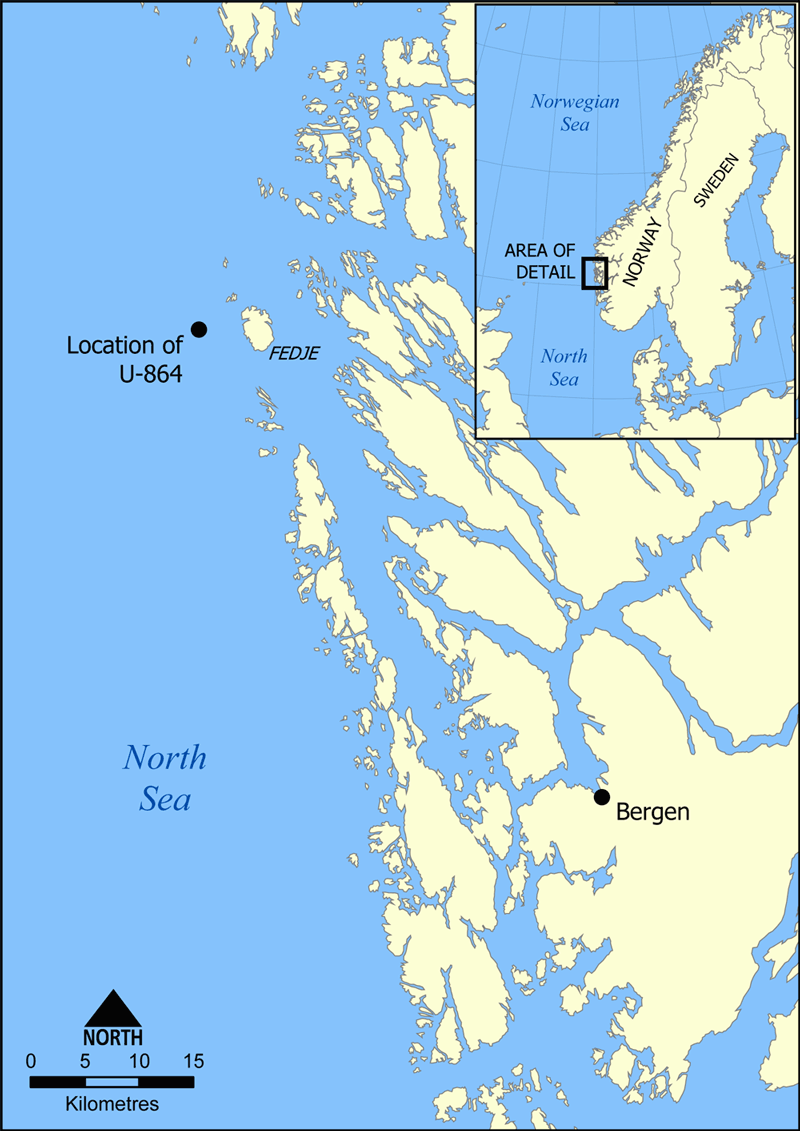
Karte des Untergangsorts der U 864

Nach der Entschlüsselung verschiedener deutscher Nachrichten wurde die Venturer in das Seegebiet vor Fedje beordert, wo sie das deutsche U-Boot U 864, das mit 65 Tonnen Quecksilber, Flugzeugteilen und Zeichnungen des neuen Messerschmitt-Jägers Me 262 sowie Triebwerkskomponenten von Junkers und BMW auf dem Weg nach Japan war, abfangen sollte. Am 9. Februar 1945 wurden die aufgrund eines Maschinenschadens lauten Maschinengeräusche des deutschen U-Boots bemerkt, kurze Zeit später sichtete Kommandant Launders das Periskop der U 864, als diese nach ihrer Eskorte Ausschau hielt. 45 Minuten nach der Sichtung befahl Launders Gefechtsbereitschaft, mit dem Ziel das deutsche U-Boot beim nächsten Auftauchen anzugreifen. Die U 864 bemerkte jedoch ihre Verfolger und begann, Zickzackmanöver zu fahren, um eventuellen Angriffen auszuweichen. Drei Stunden nach Beginn der Verfolgung entschloss sich Launders, seine vier verbliebenen Torpedos in den von ihm vermuteten Kurs des deutschen U-Boots zu feuern. Um 12 Uhr und 12 Minuten ließ der Kommandant die Torpedos in Abständen von 17 Sekunden abfeuern, die Laufzeit zur U 864 betrug etwa vier Minuten. Gleichzeitig ging die Venturer auf Tiefe, um eventuellen Gegenangriffen auszuweichen. An Bord des deutschen Boots bemerkte man die Annäherung der Torpedos und begann nun ebenfalls mit Tauch- und Ausweichmanövern. Den ersten drei Torpedos konnte das U-Boot erfolgreich ausweichen, lief aber genau in den Kurs des vierten Torpedos. Durch die Explosion der Waffe wurde die U 864 in zwei Hälften zerrissen und sank mit der gesamten Besatzung auf 150 Meter Tiefe. Für die Versenkung der U 864, die die bisher einzige Versenkung eines getauchten U-Boots durch ein anderes getauchtes U-Boot war, wurde Kommandant Launders mit dem Distinguished Service Order ausgezeichnet.
Das letzte Opfer der Venturer war der deutsche Frachter Sirius, der am 19. März 1945 vor Namsos torpediert wurde. Das U-Boot versenkte während des Krieges Handelsschiffe mit insgesamt 6125 BRT.

### Schicksal
1946 wurde die Venturer bei der Royal Navy außer Dienst gestellt und an die Marine Norwegens verkauft, die sie als KNM Utstein einsetzte. 1964 wurde das U-Boot dann endgültig ausgemustert und stillgelegt, später wurde es in Sarpsborg verschrottet.